# Guerres zianides-almohades
Les guerres zianides-almohades (1236-1248), également connues sous le nom de guerres de Tlemcen-Almohades, furent une série de conflits opposant la sultanat zianide, du royaume de Tlemcen (dans l'actuelle Algérie), au califat Almohade, une puissante dynastie berbère qui domina le Maghreb et l'Andalousie du XIIe au XIIIe siècle. Ces guerres eurent lieu durant la période almohade et furent principalement menées pour le contrôle territorial et l’influence dans la région du Maghreb.

## Contexte
Les Almohades, affaiblis par des révoltes internes et par leur défaite face aux royaumes chrétiens en Espagne (notamment à la bataille de Las Navas de Tolosa en 1212), virent émerger plusieurs dynasties indépendantes au Maghreb, dont les Zianides au Maghreb central (actuelle Algérie), les Mérinides au  Maghreb al-Aqsa (actuel Maroc) et les Hafsides en Ifriqiya (actuelle Tunisie).

## Histoire
Vers 1230, l'empire almohade commençait à décliner. Ses dirigeants nommèrent alors le chef zianide Jabir ibn Yusuf gouverneur de Tlemcen, et celui-ci prit le contrôle de la ville au nom de l'empire almohade.
En 1235, Yaghmoracen Ibn Ziane fut désigné comme gouverneur de Tlemcen. Cependant, après une courte période, le califat almohade perdit le contrôle de la ville, et Yaghmoracen déclara l’indépendance de Tlemcen, devenant ainsi son premier souverain et fondateur. La guerre éclata lorsque Yaghmoracen tenta de consolider son pouvoir et d'étendre son influence aux territoires environnants, y compris ceux encore sous contrôle almohade.
En 1241, les territoires zianides résistèrent à une invasion de la dynastie hafside. En 1248, les héritiers des dirigeants almohades tentèrent d’envahir Tlemcen et les territoires zianides en Algérie occidentale, mais échouèrent. La même année, Abu Yahya ben Abd al-Haqq, sultan de la dynastie mérinide, lança une attaque contre Tlemcen. De son côté, Abu al-Hasan as-Saïd al-Mutadid attaqua également la ville et assiégea la forteresse de Oujda, où se trouvait Yaghmoracen.
La bataille de Oujda en 1248, l'une des victoires décisives de la dynastie zianide, mit fin aux guerres Zianides-Almohades.

## Conséquences
La défaite des Almohades entraîna leur déclin et leur disparition au profit des dynasties locales. Les Zianides consolidèrent leur contrôle sur l'ouest algérien et résistèrent ensuite aux invasions des Mérinides et des Hafsides. Le Maghreb se fragmenta en plusieurs États indépendants, ce qui mit fin à l’unité almohade dans la région.